# Apiciopsis mathilda
Apiciopsis mathilda là một loài bướm đêm trong họ Geometridae.